# Unterseeboot 1227
L'Unterseeboot 1227 (ou U-1227) était un sous-marin allemand utilisé par la Kriegsmarine pendant la Seconde Guerre mondiale.

## Historique
Après sa formation à Hambourg en Allemagne au sein de la 31. Unterseebootsflottille jusqu'au 31 juillet 1944, l'U-1227 est affecté dans une formation de combat à la base sous-marine de Lorient en France dans la 2. Unterseebootsflottille. Face à l'avancée des forces alliées en France, et pour éviter la captivité, il rejoint la 33. Unterseebootsflottille à Flensbourg en Allemagne à partir du 1er janvier 1945.
L'U-1227 est endommagé par des bombardements britanniques dans la nuit du 9 avril 1945 et mis hors service à Kiel le 10 avril 1945. Il est sabordé le 3 mai 1945. À la fin de la guerre, il sera renfloué et démoli.

## Affectations successives
- 31. Unterseebootsflottille du 8 décembre 1943 au 31 juillet 1944
- 2. Unterseebootsflottille du 1er août 1944 au 31 décembre 1944
- 33. Unterseebootsflottille du 1er janvier 1945 au 10 avril 1945

## Commandement
- Oberleutnant zur See Friedrich Altmeier du 8 décembre 1943 à 10 avril 1945

## Navires coulés
L'U-1227 a coulé un navire de guerre ennemi: la frégate canadienne HMCS Chebogue (K 317) de 1 370 tonneaux faisant partie du convoi ONS-33 au cours de l'unique patrouille qu'il effectua.

### Sources
- U-1227 sur Uboat.net